# Hettie Dyhrenfurth
Harriet Pauline "Hettie" Dyhrenfurth, född 16 november 1892 i Breslau, död 28 oktober 1972 i Orange, Kalifornien, var en tysk-schweizisk bergsklättrare.
Dyhrenfurth deltog 1930 och 1934 i två expeditioner till Himalaya under ledning av hennes make Günter Dyhrenfurth. Under den senare expeditionen nådde hon 1934 västtoppen (7 315 meter över havet) av berget Sia Kangri (7 422 meter över havet). Det var vid tidpunkten den högsta bergstoppen en kvinna hade klättrat uppför. För expeditionen tilldelades makarna det olympiska priset för bergsklättring (Prix olympique d’alpinisme) i samband med de olympiska sommarspelen 1936 i Berlin. Prisutdelningen skedde trots nazisternas ogillande. Paret Dyhrenfurth var judar.